# Antonio Mateos
Pour les articles homonymes, voir Mateos.
Antonio Mateos est un accessoiriste et un chef décorateur espagnol, qui a souvent travaillé en collaboration avec Antonio Luna, Jesús Mateos et Ricardo Mengíbar, sous la dénomination collective Mateos-Luna-Mengíbar.

## Filmographie (sélection)
- 1967 : Custer, l'homme de l'ouest (Custer of the West) de Robert Siodmak
- 1968 : Krakatoa à l'est de Java (Krakatoa: East of Java) de Bernard L. Kowalski
- 1970 : Patton de Franklin J. Schaffner
- 1974 : Du sang dans la poussière (The Spikes Gang) de Richard Fleischer

## Distinctions
- Oscars 1971 : Oscar des meilleurs décors pour Patton